# Valzeina
Valzeina é uma comuna da Suíça, no Cantão Grisões, com cerca de 131 habitantes. Estende-se por uma área de 11,44 km², de densidade populacional de 11 hab/km². Confina com as seguintes comunas: Furna, Grüsch, Igis, Malans, Says, Seewis im Prättigau, Trimmis, Zizers.
A língua oficial nesta comuna é o Alemão.